# Acacia pachyphylla
Acacia pachyphylla är en ärtväxtart som beskrevs av Bruce R. Maslin. Acacia pachyphylla ingår i släktet akacior, och familjen ärtväxter. Inga underarter finns listade i Catalogue of Life.